# دوغلاس فنسنت
دوغلاس فنسنت (2 سبتمبر 1954 - ) (بالإنجليزية: Douglas Vincent)‏ هو لاعب كريكت بريطاني.